# My Best Friend's Wedding
My Best Friend's Wedding is een Amerikaanse film uit 1997 geregisseerd door P.J. Hogan. De hoofdrollen worden vertolkt door Julia Roberts en Dermot Mulroney.

## Verhaal
Twee goede vrienden, Julianne (Julia Roberts) en Michael (Dermot Mulroney), hebben beloofd met elkaar te trouwen als ze niemand vinden voor hun 28e verjaardag. Maar enkele dagen voordat de belofte in vervulling gaat, staat Michael op het punt te trouwen. Het is pas dan dat Julianne zich realiseert dat ze van Michael houdt en ze gaat er alles doen om het huwelijk tegen te houden.

## Rolverdeling
| Acteur                | Personage         |
| --------------------- | ----------------- |
| Julia Roberts         | Julianne Potter   |
| Dermot Mulroney       | Michael O'Neal    |
| Cameron Diaz          | Kimberly Wallace  |
| Rupert Everett        | George Downes     |
| Philip Bosco          | Walter Wallace    |
| M. Emmet Walsh        | Joe O'Neal        |
| Rachel Griffiths      | Samantha Newhouse |
| Carrie Preston        | Mandy Newhouse    |
| Susan Sullivan        | Isabelle Wallace  |
| Christopher Masterson | Scotty O'Neal     |

## Prijzen en nominaties
- 1998 - ALMA Award
  - Gewonnen: Beste actrice (Cameron Diaz)
- 1998 - ASCAP Award
  - Gewonnen: Beste film
- 1998 - Academy Award
  - Genomineerd: Beste muziek (James Newton Howard)
- 1998 - American Comedy Award
  - Gewonnen: Beste mannelijke bijrol (Rupert Everett)
- 1998 - BAFTA Award
  - Genomineerd: Beste mannelijke bijrol (Rupert Everett)
- 1998 - Blockbuster Entertainment Award
  - Gewonnen: Beste actrice in een komedie (Julia Roberts)
  - Gewonnen: Beste mannelijke bijrol in een komedie (Rupert Everett)
  - Gewonnen: Beste vrouwelijke bijrol in een komedie (Cameron Diaz)
- 1998 - FFCC Award
  - Gewonnen: Beste mannelijke bijrol (Rupert Everett)
- 1998 - Golden Globe
  - Genomineerd: Beste film - musical of komedie
  - Genomineerd: Beste mannelijke bijrol (Rupert Everett)
  - Genomineerd: Beste actrice in een komediefilm (Julia Roberts)
- 1998 - ALFS Award
  - Gewonnen: Beste mannelijke bijrol (Rupert Everett)
- 1998 - MTV Movie Award
  - Genomineerd: Beste nieuwe acteur (Rupert Everett)
  - Genomineerd: Beste komische acteur (Rupert Everett)
  - Genomineerd: Beste actrice (Julia Roberts)
- 1998 - Golden Satellite Award
  - Gewonnen: Beste mannelijke bijrol in een komediefilm (Rupert Everett)

## Trivia
- Julia Roberts koos zelf Dermot Mulroney en Cameron Diaz voor hun rollen.